# José Roberto Ospina Leongómez
José Roberto Ospina Leongómez (ur. 20 marca 1947 w San Miguel de Sema) – kolumbijski duchowny rzymskokatolicki, w latach 2012–2024 biskup Bugi.

## Życiorys
Święcenia kapłańskie przyjął 29 listopada 1972 i został inkardynowany do archidiecezji bogotańskiej. Po kilkuletnim stażu duszpasterskim został wykładowcą seminariów bogotańskich. W 1997 objął urząd rektora instytutu Jesús Adolescente, zaś dwa lata później został także wikariuszem biskupim dla wikariatu Ducha Świętego. Od 2001 rektor wyższego seminarium oraz wikariusz biskupi ds. formacji stałej kapłanów.
19 kwietnia 2004 został prekonizowany biskupem pomocniczym Bogoty oraz biskupem tytularnym Gypsarii. Sakry biskupiej udzielił mu 29 maja 2004 ówczesny arcybiskup Bogoty, kard. Pedro Rubiano Sáenz.
10 maja 2012 został mianowany biskupem diecezji Bugi, zaś 30 czerwca 2012 kanonicznie objął urząd.
7 grudnia 2024 papież Franciszek przyjął jego rezygnację z pełnionego urzędu złożoną ze względu na wiek.